# Municipio de Garden Prairie
El municipio de Garden Prairie (en inglés: Garden Prairie Township) es un municipio ubicado en el condado de Brown en el estado estadounidense de Dakota del Sur. En el año 2010 tenía una población de 188 habitantes y una densidad poblacional de 2,02 personas por km².

## Geografía
El municipio de Garden Prairie se encuentra ubicado en las coordenadas 45°17′3″N 98°9′57″O / 45.28417, -98.16583. Según la Oficina del Censo de los Estados Unidos, el municipio tiene una superficie total de 93.28 km², de la cual 93,28 km² corresponden a tierra firme y (0 %) 0 km² es agua.

## Demografía
Según el censo de 2010, había 188 personas residiendo en el municipio de Garden Prairie. La densidad de población era de 2,02 hab./km². De los 188 habitantes, el municipio de Garden Prairie estaba compuesto por el 100 % blancos. Del total de la población el 0 % eran hispanos o latinos de cualquier raza.